# Kabinett Fransen van de Putte
Das Kabinett Fransen van de Putte war das zehnte Kabinett der Niederlande. Es bestand vom 10. Februar bis zum 1. Juni 1866.

## Zusammensetzung
| Amt                                      | Amtsinhaber                       | Bemerkungen |
| ---------------------------------------- | --------------------------------- | ----------- |
| Ministerpräsident                        | Isaäc Dignus Fransen van de Putte |             |
| Auswärtiges                              | Isaäc Dignus Fransen van de Putte |             |
| Justiz                                   | Carolus Joannes Pické             |             |
| Inneres                                  | Johan Herman Geertsema            |             |
| Finanzen                                 | Pieter Philip van Bosse           |             |
| Krieg                                    | Johan Wilhelm Blanken             |             |
| Marine                                   | Johan Wilhelm Blanken (komm.)     |             |
| Kolonien                                 | Isaäc Dignus Fransen van de Putte |             |
| Angelegenheiten der Katholischen Kirche  | – Vakanz –                        |             |
| Angelegenheiten der Reformierten Kirchen | Jolle Albertus Jolles             |             |